# Guilin
För andra betydelser, se Guilin (olika betydelser).
Guilin, även känd som Kweilin, är en stad på prefekturnivå i den autonoma regionen Guangxi i sydvästra Kina. 
Staden är känd för sin naturliga skönhet kring Lifloden och är en populär turistdestination.

## Historia
Guangxi-provinsen grundades som en del av generalguvernementet Liangguang under Qingdynastin och Guilin blev huvudstad i den nya provinsen fram till 1900-talet, då Nanning och Guilin omväxlande var provinshuvudstad. Efter Folkrepubliken Kinas grundande 1949 blev Nanning permanent huvudstad i provinsen.

## Klimat
Uppmätta normala temperaturer och -nederbörd i Guilin:
|                                            | Jan  | Feb  | Mar  | Apr  | Maj  | Jun  | Jul  | Aug  | Sep  | Okt  | Nov  | Dec  |
| ------------------------------------------ | ---- | ---- | ---- | ---- | ---- | ---- | ---- | ---- | ---- | ---- | ---- | ---- |
| Normaldygnets maximitemperaturs medelvärde | 11,5 | 12,7 | 16,5 | 22,7 | 27,1 | 30,4 | 32,6 | 32,8 | 30,3 | 25,6 | 20,2 | 15,2 |
| Normaldygnets minimitemperaturs medelvärde | 5,4  | 7,0  | 10,4 | 15,9 | 20,1 | 23,4 | 24,8 | 24,5 | 21,9 | 17,3 | 12,1 | 7,3  |
|                                            |      |      |      |      |      |      |      |      |      |      |      |      |
| Nederbörd                                  | 63   | 97   | 137  | 247  | 352  | 347  | 231  | 173  | 82   | 66   | 64   | 43   |

| Diagram | temperaturer i °C • månadsnederbörd i mm | temperaturer i °C • månadsnederbörd i mm | temperaturer i °C • månadsnederbörd i mm | temperaturer i °C • månadsnederbörd i mm | temperaturer i °C • månadsnederbörd i mm | temperaturer i °C • månadsnederbörd i mm | temperaturer i °C • månadsnederbörd i mm | temperaturer i °C • månadsnederbörd i mm | temperaturer i °C • månadsnederbörd i mm | temperaturer i °C • månadsnederbörd i mm | temperaturer i °C • månadsnederbörd i mm | temperaturer i °C • månadsnederbörd i mm |
|         | 63 12 5                                  | 97 13 7                                  | 137 17 10                                | 247 23 16                                | 352 27 20                                | 347 30 23                                | 231 33 25                                | 173 33 25                                | 82 30 22                                 | 66 26 17                                 | 64 20 12                                 | 43 15 7                                  |

## Administrativ indelning
Orten består av fem stadsdistrikt, tio härad och två autonoma härad för etniska minoriteter:

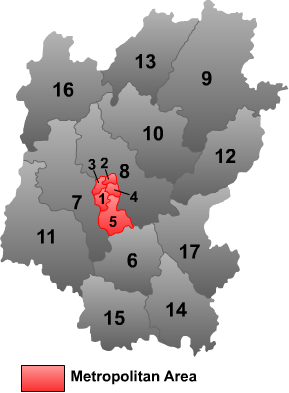
Guilins indelning.

1. Stadsdistriktet Xiangshan (象山区), 88 km², cirka 210 000 invånare;
2. Stadsdistriktet Diecai (叠彩区), 52 km², cirka 130 000 invånare;
3. Stadsdistriktet Xiufeng (秀峰区), 49 km², cirka 110 000 invånare;
4. Stadsdistriktet Qixing (七星区), 74 km², cirka 200 000 invånare;
5. Stadsdistriktet Yanshan (雁山区), 288 km², cirka 70 000 invånare;
6. Häradet Yangshuo (阳朔县), 1 428 km², cirka 300 000 invånare;
7. Häradet Lingui (临桂县), 2 202 km², cirka 450 000 invånare;
8. Häradet Lingchuan (灵川县), 2 288 km², cirka 350 000 invånare;
9. Häradet Quanzhou (全州县), 4 021 km², cirka 770 000 invånare;
10. Häradet Xing'an (兴安县), 2 345 km², cirka 370 000 invånare;
11. Häradet Yongfu (永福县), 2 807 km², cirka 270 000 invånare;
12. Häradet Guanyang (灌阳县), 1 837 km², cirka 270 000 invånare;
13. Häradet Ziyuan (资源县), 1 954 km², cirka 170 000 invånare;
14. Häradet Pingle (平乐县), 1 919 km², cirka 430 000 invånare;
15. Häradet Lipu (荔浦县), 1 759 km², cirka 370 000 invånare;
16. Det autonoma häradet Longsheng (龙胜各族自治县), 2 537 km², cirka 170 000 invånare;
17. Det autonoma häradet Gongcheng för yaofolket (恭城瑶族自治县), 2 149 km², cirka 280 000 invånare.